# Liste des vice-rois d'Aragon
Le Vice-roi d'Aragon était le représentant de la monarchie en Aragon. La charge a été instituée en 1517 par Ferdinand II d'Aragon, appelé «le Catholique», dernier roi d'Aragon, lors de l'union des Couronnes de Castille et d'Aragon. Avec la création de l'État Moderne, les anciens royaumes de la Péninsule, tout en gardant une certaine indépendance politique et juridictionnelle, se sont transformés en vice-royautés, dont l'autorité était exercée par le vice-roi, représentant l'autorité suprême, celle du roi, à partir de Charles Quint, petit-fils de Ferdinand le Catholique. La vice-royauté d'Aragon a disparu avec la réforme de l'État menée à bien par la maison des Bourbons. Cette réforme est intervenue après la Guerre de Succession d'Espagne avec la promulgation des Décrets de Nueva Planta publiés le 29 juin 1707, une fois gagnée la bataille d'Almansa. Ces décrets ont concerné le Royaume d'Aragon et le Royaume de Valence. Ils ont aboli l'indépendance du vice-royaume d'Aragon et les Fors d'Aragon historiques.

## Vice-rois d'Aragon

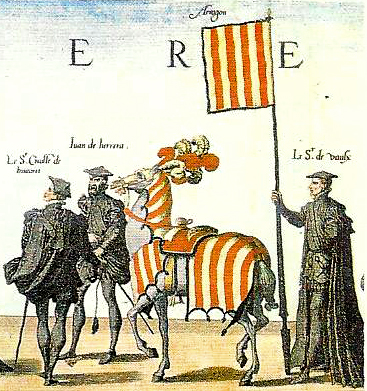
Guidon et cheval revêtu avec l'emblème héraldique du Royaume d'Aragon lors des funérailles en 1558 de Charles Quint. Chalcographie en couleur. Jérôme Cock, dessin; Jean et Luc de Dovar; graveurs. La Magnifique, et sumptueuse pompe funèbre faite aus obceques, et funerailles du très grand, et très victorieus empereur Charles Cinquième, célébrées en la Ville de Bruxelles le XXIX. jour du mois de décembre M.D.LVIII par Philippes Roy Catholique d’Espaigne son fils, Anvers, Cristóbal Plantino, 1559, LÁM. 19.

- Alphonse d'Aragon, archevêque de Saragosse (1517-1520)
- Juan II de Lanuza, Justicia Mayor de Aragón (1520-1535)
- Beltrán II de la Cueva y Toledo, IIIe duc d'Alburquerque (1535-1539)
- Pedro Martínez de Luna, comte de Morata (1539-1554)
- Diego Hurtado de Mendoza y de la Cerda, prince de Melito et duc de Francavilla (1554-1564)
- Hernando de Aragón, archevêque de Saragosse (1566-1575)
- Artal de Aragón, comte de Sástago (1575-1588)
- Jaime Jimeno de Lobera, évêque de Teruel (1590-1593)
- Juan de Gurrea (1593-1599)
- Beltrán III de la Cueva y Castilla, VIe duc d'Alburquerque (1599-1602)
- Ascanio Colonna, cardinal (1602-1604)
- Gastón de Moncada, marquis de Aytona (1604-1610)
- Diego Carrillo de Mendoza y Pimentel, marquis de Gelves (1610-1621)
- Fernando de Borja y de Aragón, (1621-1632)
- Girolamo Carafa, marquis de Montenegro (1632-1635)
- Pedro Fajardo y Pimentel, marquis de los Vélez (1635-1638)
- Francesco Maria Carafa, duc de Nocera (1639-1641)
- Antonio Enríquez de Porres, évêque de Malaga (1641)
- Enrique Enríquez Pimentel, marquis de Távara (1641)
- Teodoro Trivulcio, cardinal (1642-1644)
- Bernardino Fernández de Velasco y Tovar (es), duc de Frías (1644-1645)
- Antonio Enríquez de Porres, évêque de Malaga (1645-1648) 2ª vez, murió en el cargo.
- Francisco de Melo, marquis de Villanueva (1647-1649)
- Francisco Fernández de Castro y Andrade, comte de Lemos (1649-1652)
- Francisco Pignatelli, duc de Monteleón (1654-1657)
- Juan Cebrián Pedro, archevêque de Saragosse (1657-1658)
- Niccolò Ludovisi, prince de Piombino (1658-1664)
- Francisco Idiáquez Butrón, duc de Ciudad Real (1664-1667)
- Héctor de Pignatelli Aragón, duc de Monteleón (1667-1668)
- Pedro Pablo Jiménez de Urrea, comte de Aranda (1668)
- Juan José d'Autriche (1669-1678)
- Lorenzo Onofre Colonna (1678-1681)
- Jaime Fernández de Híjar, comte de Salinas (1681-1687)
- Carlos Antonio Spinelli, prince de Cariati (1688-1691)
- Baltasar Cobos y Luna, comte de Castro (1692-1693) (1ª Vez)
- Antonio Ibáñez de la Riva Herrera, archevêque de Saragosse (Intérim) (1693)
- Juan Manuel Fernández Pacheco Cabrera, duc de Escalona (Intérim) (1693)
- Domingo Iudice, duque de Inverazzo (Interino) (1693)
- Baltasar Cobos y Luna, comte de Castro (1693-1699)
- Marqués de Camarasa (1699-1702)
- Antonio Ibáñez de la Riva Herrera, archevêque de Saragosse (1702-)
- Carlos de Aragón y Borja, duc de Villahermosa

## Sources
- (es) Cet article est partiellement ou en totalité issu de l’article de Wikipédia en espagnol intitulé « Virrey de Aragón » (voir la liste des auteurs).